# ستيوارت شيرمان (فنان أداء)
ستيوارت شيرمان (بالإنجليزية: Stuart Sherman)‏ هو فنان أداء أمريكي، ولد في 9 نوفمبر 1945 في بروفيدنس في الولايات المتحدة، وتوفي في 2001.